# Празднование Победы в Лондоне в 1946 году

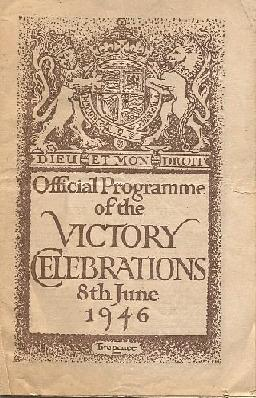
Официальная программа празднования Победы.

Празднование Победы в Лондоне в 1946 году —  празднование победы Великобритании, стран Британского Содружества и их союзников над нацистской Германией и Японией во Второй мировой войне.  Празднования состоялись в Лондоне 8 июня 1946 года и состояли из военного парада и ночного фейерверка.  В параде приняли участие большинство союзников Британии, в том числе Бельгия, Бразилия, Китай, Чехословакия, Франция, Греция, Люксембург, Нидерланды и США. Из-за политических разногласий с СССР польские войска не принимали участия в параде.  

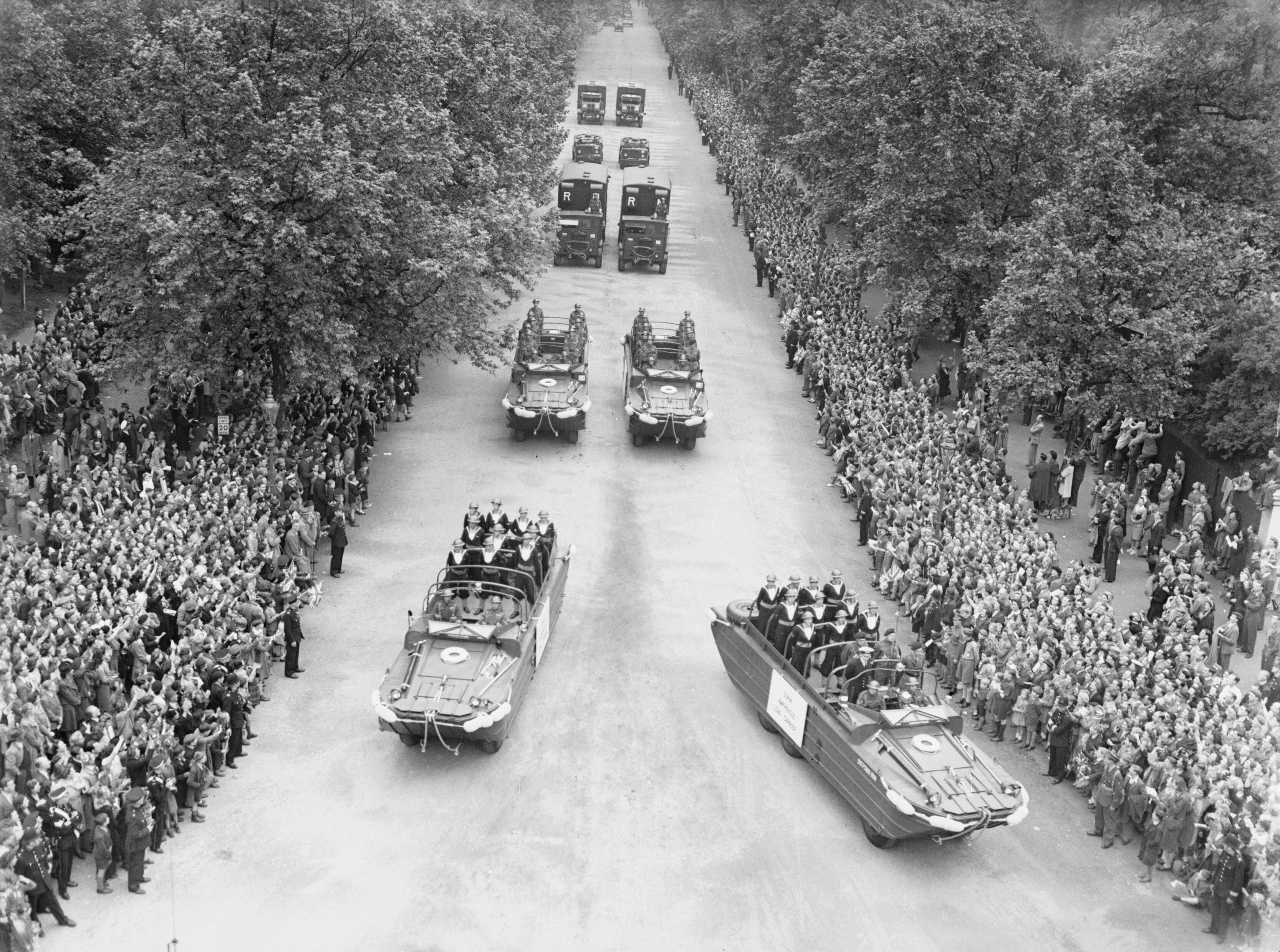
Эпизод военного парада

## Польский вопрос
Парад вызвал политическую полемику в Великобритании и продолжает вызывать критику из-за отсутствия представительства польских войск. В подчинении британского командования находилось более 200 тыс. солдат польской армии на Западе. Они сохраняли верность польскому правительству в изгнании, выступали против Советского Союза со времен нацистско-советского пакта и после войны надеялись вернуться в демократическую Польшу. Однако к 1946 году правительство лейбористов отменило дипломатическое признание поляков в изгнании в пользу нового Временного правительства национального единства в Польше, в котором доминировали коммунисты.  
Для символического представительства Польши правительство лейбористов послало приглашение просоветскому правительству  в Варшаве. Представители польских вооруженных сил на Западе приглашения не получили. Многие британцы, в том числе Уинстон Черчилль, представители RAF и ряд депутатов парламента протестовали против решения, оскорбительного для поляков, воевавших на стороне Британии. Кроме того, польские солдаты в изгнании не признавали  представительства Варшавского правительства, подконтрольного СССР, и рассматривали решение Британского правительства как отрицание того, за что они воевали. 
На парад были приглашены лишь  25 летчиков польских истребительных эскадрилий RAF, которые принимали участие в битве за Британию. Правительство заявило, что это необходимый компромисс, вызванный политическими обстоятельствами текущего момента.  Кроме того, после публичной критики министр иностранных дел Бевин в последний момент направил приглашения начальнику штаба польской армии  Станиславу Копаньскому, который все еще находился в Лондоне, и командирам польских ВВС и ВМС в Британии. 
Эти приглашения были отклонены. Летчики также отказались участвовать в параде в знак протеста против  игнорирования других подразделений польских войск.  Варшавское правительство Польши также не прислало делегацию, сославшись на приглашение пилотов-эмигрантов.  В итоге парад прошел без каких-либо польских сил. СССР и Югославия также не принимали участия в параде.

### Комментарии
1. ↑  После падения Франции в 1940 году британский парламент принял акт[англ.], признающий правительства в изгнании стран, оккупированных Германией. Акт разрешал этим странам формировать собственные армии на британской территории.
2. ↑  Британия вступила в войну с Германией, после нападения последней на Польшу 1 сентября 1939 года.

### Сноски
1. 1 2  Lynne Olson[англ.]; Stanley Cloud. Prologue // A Question of Honor: The Kosciuszko Squadron: Forgotten Heroes of World War II (англ.). — Knopf, 2003. — ISBN 0-375-41197-6..
2. ↑  "Fighting with the Allies: Remembering Polish Fighters." Архивная копия от 12 ноября 2012 на Wayback Machine PBS (Behind Closed Doors). Retrieved: 22 October 2009
3. ↑  There's no place for home. Times Higher Education (9 ноября 2001). Дата обращения: 3 октября 2012. Архивировано 6 августа 2012 года.
4. ↑  Kwan Yuk Pan, Polish veterans to take pride of place in victory parade Архивная копия от 18 марта 2007 на Wayback Machine, Financial Times, 5 July 2005. Last accessed on 31 March 2006.
5. ↑  Ania's Poland - The Polish Forces War Memorial. Aniaspoland.com (1 сентября 2009). Дата обращения: 3 октября 2012. Архивировано из оригинала 14 апреля 2013 года.
6. 1 2  Dr Mark Ostrowski. Дата обращения: 4 мая 2020. Архивировано 14 мая 2011 года.
7. ↑  Laurence Rees, World War II Behind Closed Doors, BBC Books, 2009, p.391: "Winston Churchill, now leader of the opposition, said in the House of Commons on 5 June, just three days before the Victory Parade, that he 'deeply' regretted that 'none of the Polish troops, and I must say this, who fought with us on a score of battlefields, who poured out their blood in the common cause, are not to be allowed to march in the Victory Parade... The fate of Poland seems to be unending tragedy and we who went to war all ill-prepared on her behalf watch with sorrow the strange outcome of our endeavours."
8. 1 2  Statement to Parliament by British Secretary of State for Foreign Affairs  Архивная копия от 27 февраля 2021 на Wayback Machine 5 June 1946. Hansard
9. ↑  Lynne Olson and Stanley Cloud, For Your Freedom and Ours, Arrow Books, 2004, page 397
10. ↑  Davies, Norman. Rising '44: the battle for Warsaw. — London: Pan Books[англ.], 2004. — С. 507. — ISBN 0-330-48863-5.
11. ↑  "12 million victory fete in London", The Pittsburgh Press — 8 June 1946  Архивная копия от 9 марта 2021 на Wayback Machine
12. ↑  "Yugoslavia annoyed at British Note" "The Canberra Times", 7 June 1946. Retrieved: 23 October 2009.